# Copită despicată

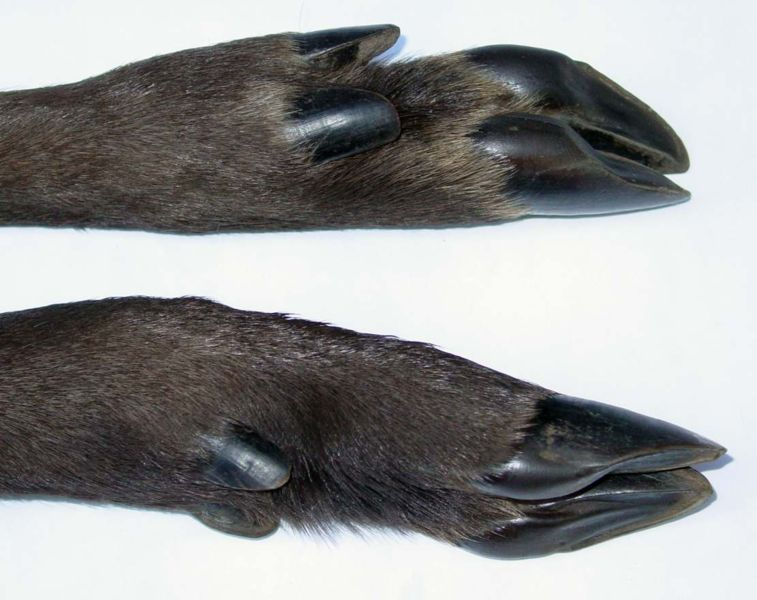
Copite de căprior (Capreolus capreolus)

O copită despicată este o copită împărțită în două degete. Mamiferele de ordinul Artiodactyla, cum ar fi vacile, cerbii, porcii, antilopele, gazelele, caprele și oile, prezintă acest tip de copită.
Cele două degete ale animalelor cu copite despicate sunt omoloage cu degetele trei și patru ale mâinii și sunt cunoscute sub denumirile de gheară laterală (exterioară) și gheară medială (interioară). Spațiul dintre cele două gheare se numește fantă interdigitală, iar pielea din acest spațiu este denumită pielea interdigitală. Învelișul dur al copitei se numește perete al copitei sau corn, având o textură similară unghiei umane.
Mamiferele cu copite despicate, precum caprele de munte și oile sălbatice, au o dexteritate asemănătoare degetelor. Structura lor include o carapace exterioară dură și tampoane interioare moi și flexibile, oferindu-le o tracțiune excelentă în habitate periculoase.

## Evoluție
Paleontologii speculează că, în perioada Eocenului, animale cu copite din medii mlăștinoase își susțineau greutatea corporală pe două degete centrale care au devenit egale ca mărime, dând naștere Artiodactilelor, animale cu copite cu degete pare. La sfârșitul Eocenului, degetele laterale s-au micșorat și au devenit gheare rudimentare, iar metapodiul⁠(d) degetelor de sprijin s-a unit, creând aspectul de copită despicată.
Mamiferele cu copită despicată fac parte din ordinul Artiodactyla, spre deosebire de ungulatele cu degete impare din ordinul Perissidactyla, cum ar fi caii (care au un singur deget) și rinocerii (care au trei degete). Strămoșii cu cinci degete din Eocenul timpuriu aveau picioare ce sugerau viitoarele diviziuni în Artiodactyla și Perissidactyla. De exemplu, Phenacodus⁠(d), un mamifer timpuriu, avea un deget central mai mare decât celelalte, fiind considerat un predecesor al Perisidactilelor.

## Legile alimentare evreiești
În legile alimentare evreiești (kashrut), distincția între copitele despicate și nedespicate este semnificativă, conform regulilor din Tora și Talmud. Animalele considerate kosher (potrivite pentru consum) trebuie să aibă atât copite despicate, cât și să fie rumegătoare (adică să regrugiteze hrana dintr-un stomac specializat pentru a fi mestecată a doua oară). Animalele care nu prezintă ambele trăsături sau doar una sunt considerate treif (necorespunzătoare pentru consum) și sunt interzise.
De exemplu, cămila, deși rumegătoare, nu are copite adevărate – merge pe degete moi, cu unghii parțiale, imitând aspectul unei copite – astfel că este considerată ne-kosher. Porcul, deși are copite despicate adevărate, nu rumegă, deci este și el ne-kosher. Alte animale, precum câinii și pisicile, nu au niciuna dintre aceste caracteristici, fiind de asemenea interzise în dieta evreiască.